# Alessandra Lavagnino
Alessandra Lavagnino (Napoli, 22 novembre 1927 – Palermo, 21 novembre 2018) è stata una scrittrice ed entomologa italiana.

## Biografia
Figlia di Angela Daneu Lattanzi ed  Emilio Lavagnino, laureata in biologia alla Sapienza, ha insegnato parassitologia all'Università di Palermo, impegnandosi negli studi volti allo sradicamento della malaria. La sua produzione scientifica è stata accompagnata da una intensa attività di divulgazione, soprattutto attraverso la narrativa, nella quale sono anche presenti elementi della sua storia familiare.
Nel 2002 è stata finalista al Premio Strega con Le bibliotecarie di Alessandria, il quale, nella traduzione inglese, ha vinto lo "Zerilli-Marimò Prize for Italian Fiction". Nel romanzo Lavagnino racconta la storia di diverse generazioni della famiglia Canterno dal punto di vista della più giovane discendente, Adriana, che rievoca le figure di sua madre Marta e di suo nonno, un uomo molto colto che insegnava lingue antiche ad Alessandria nei primi del Novecento.
Si è anche dedicata alla traduzione di classici per bambini, come Heidi (Firenze, Giunti, 1978) e Pattini d'argento (Firenze, Giunti, 1984).

## Opere principali
- I lucertoloni, Milano, Mursia, 1969; nuova ed. Via dei serpenti, Palermo, Sellerio, 2005.
  - (EN) The Lizards, traduzione di William Weaver, New York, Harper & Row, 1972.
- Una granita di caffe con panna, Milano, Mondadori, 1974; nuova ed. con una nota di Leonardo Sciascia, Sellerio, 2001.
- I Daneu, Milano, Rizzoli, 1981; tradotto in sloveno (Ljubljana, Mladinska knjiga, 2016).
- Zanzare, Sellerio, 1993.
  -  Le bibliotecarie di Alessandria, Sellerio, 2002.
  - (EN) The Librarians of Alexandria. A tale of two sisters, traduzione di Teresa Lust, New Hampshire, Steerforth Press, 2006.
- La madre dell'ultimo profeta, Roma, Edizioni dell'Altana, 2004.
- Un inverno 1943-1944, Sellerio, 2006.
- La mala aria: storia di una lunga malattia narrata in breve, Sellerio, 2010.